# Ezerovo, Plovdiv
Ezerovo (în bulgară Езерово) este un sat în comuna Părvomai, regiunea Plovdiv,  Bulgaria. 

## Demografie
Componența etnică a satului Ezerovo
     Romi (2,75%)
     Turci (41,87%)
     Bulgari (39,94%)
     Nicio identificare (15,42%)
La recensământul din 2011, populația satului Ezerovo era de 726 locuitori. Nu există o etnie majoritară, locuitorii fiind turci (41,87%), bulgari (39,94%) și romi (2,75%). Pentru 15,42% din locuitori nu este cunoscută apartenența etnică.